# Личфилд (Небраска)
Личфилд (енгл. Litchfield) град је у америчкој савезној држави Небраска.

## Демографија
По попису из 2010. године број становника је 262, што је 18 (-6,4%) становника мање него 2000. године.
| Група             | 2000.       | 2010.       |
| Белци             | 277 (98,9%) | 261 (99,6%) |
| Афроамериканци    | 0 (0,0%)    | 0 (0,0%)    |
| Азијати           | 0 (0,0%)    | 0 (0,0%)    |
| Хиспаноамериканци | 3 (1,1%)    | 0 (0,0%)    |
| Укупно            | 280         | 262         |